# Balance (filme)
Balance é um filme de animação em curta-metragem alemão de 1989 dirigido e escrito pelos irmãos Christoph Lauenstein e Wolfgang Lauenstein. Venceu o Oscar de melhor curta-metragem de animação na edição de 1990.